# Passiflora tripartita
Passiflora tripartita je biljka iz porodice Passifloraceae.
Podvrste su: Passiflora tripartita var. tripartita, Passiflora tripartita var. azuayensis i Passiflora tripartita var. mollissima.

## Sinonimi
- bazionim
- Tacsonia tripartita Juss., Ann. Mus. Natl. Hist. Nat. 6: 395, t. 60. 1805.